# Calciatore dell'anno (Bielorussia)
Calciatore bielorusso dell'anno (футбаліст года Беларусі) è un premio calcistico assegnato dal quotidiano Прессбол (Pressbol) al miglior giocatore bielorusso dell'anno solare.

## Albo d'oro
- 1983 - Sjarhej Hocmanaŭ,  Dinamo Minsk
- 1984 - Sjarhej Alejnikaŭ,  Dinamo Minsk
- 1985 - Sjarhej Hocmanaŭ,  Dinamo Minsk
- 1986 - Sjarhej Alejnikaŭ,  Dinamo Minsk
- 1987 - Sjarhej Hocmanaŭ,  Dinamo Minsk
- 1988 - Sjarhej Alejnikaŭ,  Dinamo Minsk
- 1989 - Sjarhej Hocmanaŭ,  Dinamo Minsk
- 1990 - Alexandr Metlitsky,  Dinamo Minsk/ Osijek
- 1991 - Yury Kurbyko,  Dinamo Minsk
- 1992 - Andrėj Zygmantovič,  Groningen/ Dinamo Minsk
- 1993 - Siarhiej Hierasimiec,  Dinamo Minsk
- 1994 - Andrėj Zygmantovič,  Racing Santander
- 1995 - Valjancin Bjal'kevič,  Dinamo Minsk
- 1996 - Vladimir Makovski,  Dinamo Minsk
- 1997 - Andrej Lavrik,  Dinamo Minsk
- 1998 - Aljaksandr Chackevič,  Dinamo Kiev
- 1999 - Sjarhej Hurėnka,  Lokomotiv Mosca/ Roma

- 2000 - Aljaksandr Chackevič,  Dinamo Kiev
- 2001 - Gennady Tumilovich,  Rostov
- 2002 - Aljaksandr Hleb,  Stoccarda
- 2003 - Aljaksandr Hleb,  Stoccarda
- 2004 - Maksim Ramaščanka,  Trabzonspor/ Dinamo Mosca
- 2005 - Aljaksandr Hleb,  Stoccarda/ Arsenal
- 2006 - Aljaksandr Hleb,  Arsenal
- 2007 - Aljaksandr Hleb,  Arsenal
- 2008 - Aljaksandr Hleb,  Arsenal/ Barcellona
- 2009 - Aljaksandr Kul'čy,  Rostov
- 2010 - Jury Žaŭnoŭ,  Zenit
- 2011 - Aljaksandr Hutar,  BATE
- 2012 - Renan Bressan,  BATE
- 2013 - Cimafej Kalačoŭ,  Rostov
- 2014 - Sjarhej Kryvec,  BATE/ Metz
- 2015 - Ihar Stasevič,  BATE
- 2016 - Cimafej Kalačoŭ,  Rostov
- 2017 - Michail Hardzejčuk,  BATE
- 2018 - Ihar Stasevič[1],  BATE
- 2019 - Ihar Stasevič,  BATE
- 2020 - Maksim Skavyš,  BATE
- 2021 - Andrėj Salavej,  FC Gomel
- 2022 - Uladzimir Khvashchynski,  Dinamo Minsk
- 2023 - Maks Ėbonh [2],  FC Astana
- 2024 - Fëdar Lapavuchaŭ,  Dinamo Minsk